# Polysyncraton lithostrotum
Polysyncraton lithostrotum är en sjöpungsart som först beskrevs av Brewin 1956.  Polysyncraton lithostrotum ingår i släktet Polysyncraton och familjen Didemnidae. Inga underarter finns listade i Catalogue of Life.